# Aulick (Schiff, 1942)
Die USS Aulick (DD-569) war ein zur Fletcher-Klasse gehörender Zerstörer der United States Navy. Der Zerstörer wurde im Zweiten Weltkrieg überwiegend im Pazifik eingesetzt. 1959 wurde das Schiff an die Griechische Marine, die es als Sfendoni (D-85) in Dienst stellte, übergeben. 1997 wurde der Zerstörer abgebrochen.

## Namensgeber
John H. Aulick (1787–1873) war Offizier und diente von 1809 bis 1861 in der US Navy. Er nahm 1812 am Britisch-Amerikanischen Krieg teil.

## Technik

### Rumpf und Antrieb
Der Rumpf der USS Aulick war 114,7 m lang und 12,2 m breit. Der Tiefgang betrug 5,4 m, die Verdrängung 2.100 Tonnen. Der Antrieb des Schiffs erfolgte durch zwei Dampfturbinen von General Electric, der Dampf wurde in vier Kesseln von Babcock & Wilcox erzeugt. Die Leistung betrug 60.000 Wellen-PS, die Höchstgeschwindigkeit lag bei 35 Knoten.

### Bewaffnung und Elektronik
Hauptbewaffnung des Zerstörers waren bei Indienststellung die fünf 5"/38 Mk.30-Einzeltürme. Dazu kamen diverse Flugabwehrkanonen, die im Laufe des Krieges immer weiter verstärkt wurde.
Die USS Aulick war mit Radar ausgerüstet. Am Mast über der Brücke waren ein SG- und ein SC-Radar montiert, mit denen Flugzeuge auf Entfernungen zwischen 15 und 30 Seemeilen und Schiffe in Entfernungen zwischen 10 und 22 Seemeilen geortet werden konnten. Zur Unterwasserortung war ein QC-Sonar eingebaut.

## Geschichte
Die USS Aulick wurde am 14. Mai 1941 bei Consolidated Steel Corporation in Orange (Texas) auf Kiel gelegt und lief am 2. März 1942 vom Stapel. Taufpatin war Charlotte L. Hyde. Am 27. Oktober 1942 wurde der Zerstörer unter dem Kommando von Lieutenant Commander O. P. Thomas, Jr. in Dienst gestellt. Nach der Indienststellung führte der Zerstörer Erprobungs- und Ausbildungsfahrten vor der Ostküste der Vereinigten Staaten und im Golf von Mexiko durch.

### 1943
Am 23. Januar 1943 verließ die USS Aulick Philadelphia und fuhr durch den Panamakanal in den Pazifik. Nach einem Stopp auf Bora Bora erreichte sie am 12. Februar Nouméa. Am 20. Februar wurde sie der Task Force (TF) 64 zugeordnet, um die Landungen amerikanischer Truppen auf den Russell-Inseln zu unterstützen. Sie verließ die TF 64 nach der Rückkehr nach Nouméa am 25. Februar. Am 1. März eskortierte sie den britischen Flugzeugtransporter HMS Athene nach Espiritu Santo. Von dort fuhr sie nach Efate. Am 9. März wurde die USS Aulick nach Nouméa zurück befohlen. Am Morgen des 10. März lief sie mit 20 Kn Fahrt auf ein Korallenriff an der Südspitze Neukaledoniens, wodurch das Schiff am Rumpf, den Propellern und den Maschinen stark beschädigt wurde.
Nach einem kurzen Aufenthalt im Trockendock von Nouméa wurde der Zerstörer über Suva und Pago Pago nach Hawaii überführt. Am 10. April erreichte der Schleppverband Pearl Harbor, wo der Zerstörer repariert wurde. Am 8. November verlegte man die USS Aulick nach Bremerton. Sie kam am 14. November in den Puget Sound Navy Yard, wo ihre beschädigte Antriebsanlage ausgetauscht wurde. Am 23. Dezember stach sie in See und nahm Kurs auf Pearl Harbor.

### 1944
Die USS Aulick verließ Hawaii am 22. Januar 1944 und wurde am 3. Februar dem Fleet Operational Training Command in San Francisco unterstellt. Hier wurde sie bis 18. Mai 1944 als Ausbildungsschiff eingesetzt. Am 11. April rettete sie 16 Besatzungsangehörige eines abgestürzten Martin PBM-Flugboots.
Nach Abschluss von Reparaturarbeiten in der Bethlehem Steel Shipyard, San Francisco, kehrte sie am 27. Juni nach Pearl Harbor zurück, wo sie zunächst an Übungen teilnahm. Am 9. Juli eskortierte sie einen Konvoi mit zwölf Truppentransportern, dessen Ziel Guam war. Der Geleitzug erreichte die Insel am 22. Juli und nahm an der Landung auf Guam teil.
Der Zerstörer blieb bis zum 6. August vor Guam. Die USS Aulick patrouillierte im angrenzenden Seeraum und war Teil des Zerstörerschirms der 5. US-Flotte.
Nach einem Stopp auf Eniwetok traf sie am 21. August 1944 die Task Group (TG) 32.4 und lief mit ihr nach Guadalcanal. Dort wurden während der folgenden drei Wochen Vorbereitungen für die Operationen gegen die Palauinseln getroffen. Als Teil der TG 32.7 erreichte sie die Inseln am 15. September und unterstützte die Landungen auf Peleliu sowie auf Angaur.
Am 30. September nahm die USS Aulick Kurs auf Manus, um dort auf die 7. US-Flotte zu treffen. Die Flotte lief am 12. Oktober aus und erreichte Leyte am 18. Oktober. Sie wurde der Northern Fire Support Group zugewiesen, deren Aufgabe die Artillerieunterstützung war. Am 19. Oktober lief sie gegen 7:00 Uhr in die San Pedro Bay ein und eröffnete um 11:15 das Feuer. Kurz nach 12:00 Uhr wurde der Zerstörer von japanischen Granaten getroffen und 1 Mann durch Granatsplitter getötet. Um 13:18 Uhr stellte die USS Aulick das Feuer ein und zog sich zurück. Am 20. und 21. Oktober wiederholte sie den Einsatz. Am 22. und 23. Oktober stand sie zur Feuerunterstützung bereit, wurde aber nicht angefordert.
Um die Invasion zu stoppen, näherte sich die japanische Flotte in drei Gruppen. Die USS Aulick war Teil des Schirmes, der die unter dem Kommando von Admiral Jesse B. Oldendorf stehende Task Group (TG) 77.2 in der Straße von Surigao schützte. TG 77.2 sollte die aus zwei Schlachtschiffen, einem Schweren Kreuzer und vier Zerstörern bestehende 1. Kampfgruppe C unter dem Kommando von Vizeadmiral Shōji Nishimura abfangen. Die Aulick befand sich zusammen mit Cony und Sigourney im Norden der Insel Hibuson nördlich der Kreuzer an der linken Flanke. Die amerikanischen Zerstörer begannen um 3:00 Uhr mit massierten Torpedoangriffen. Ein Torpedo traf die Fusō, die nach einer halben Stunde auseinanderbrach und sank. Ebenso wurden drei der vier japanischen Zerstörer getroffen und außer Gefecht gesetzt; zwei von ihnen sanken. Auch die Yamashiro wurde von einem Torpedo getroffen. Nishimura setzte seinen Weg fort und lief direkt auf die amerikanischen Schlachtschiffe und Kreuzer zu, die um 3:51 Uhr das Feuer eröffneten. Während die amerikanischen Schiffe ihr Feuer durch Radar leiteten, konnten die Japaner ihre Waffen nicht zum Einsatz bringen. Die japanischen Schiffe drehten ab und versuchten nach Süden zu entkommen. Die Yamashiro wurde um 4:11 Uhr von zwei weiteren Torpedos getroffen und versenkt. Versehentlich wurden die vorgeschoben operierenden Zerstörer der Amerikaner von eigenen Kräften beschossen. Das Friendly Fire verursachte fast alle Personalverluste der Amerikaner in dieser Schlacht. Am stärksten betroffen war die Albert W. Grant, die von sieben japanischen 120-mm-Granaten und elf amerikanischen 6"-AP-Granaten getroffen wurde. 38 Mann fielen und 104 wurden verwundet. Nach dem Gefecht und den am frühen Morgen durchgeführten Luftangriffen blieb von Nishimuras Gruppe nur ein Zerstörer, die Shigure, übrig. Die amerikanischen Schiffe wurden zurück in den Golf von Leyte befohlen.
Als ein, sich von Norden her nähernder, starker japanischer Verband gemeldet wurde, bezogen die USS Aulick und fünf weitere Zerstörer Position an der Südküste von Homonhon. Der erwartete Angriff fand jedoch nicht statt.
Am 29. Oktober lief die TG 77.2 nach Seeadlerhafen. Die Aulick lief am 17. November aus, um in der Vitiaz-Straße die West Virginia zu treffen und sie nach Seeadlerhafen zu eskortieren. Nachdem sie anschließend das Schlachtschiff nach Ulithi geleitete, lief sie am 22. November zurück nach Leyte. Nach ihrer Ankunft gehörte sie wieder zur TG 77.2 und wurde zur U-Boot-Abwehr im östlichen Zugang zum Golf von Leyte eingesetzt. Am 29. November wurde sie kurz vor 18:00 Uhr von sechs japanischen Flugzeugen angegriffen. Ein Angreifer streifte mit seiner Tragflächenspitze die Steuerbordseite der Brücke und explodierte in Bugnähe. Durch die Explosion wurde ein Feuer im Geschütz 52 verursacht. Es wurden 31 Mann getötet und 64 Mann verwundet. Ein Mann gilt als vermisst. Nach Ablösung durch die Pringle lief die Aulick nach San Pedro Bay, um dort die Verwundeten abzugeben und Notreparaturen durchzuführen. Am 1. Dezember verließ sie die Bucht und fuhr über Seeadlerhafen und Pearl Harbor in die Mare Island Navy Yard, die sie am 24. Dezember erreichte.

### 1945
Am 24. Februar 1945 begann die Seeerprobung der USS Aulick und nach Ausbildung der Besatzung im Marinestützpunkt San Diego lief der Zerstörer nach Pearl Harbor. Von dort fuhr das Schiff über Eniwetok, Ulithi, Kossol Roads und Leyte nach Morotai. Eine Woche später nahm sie mit eingeschifften Teilen der 31. US-Infanteriedivision Kurs auf Mindanao. Nachdem die Landungstruppen am 22. April ausgeschifft worden waren, eskortierte sie LSTs zurück nach Morotai. Am 30. April nahm sie Kurs auf die San Pedro Bay. Von dort fuhr sie nach Okinawa und ankerte am 16. Mai vor Hagushi. Bis Kriegsende gehörte sie zum Flugabwehrschirm der Transportschiffe und diente als Radarvorposten. Zwischen dem 24. August und dem 2. Dezember war sie auf der Flugroute zwischen Okinawa und Tokyo als Flugsicherungsboot eingesetzt. Am 28. August rettete sie neun Mann einer abgestürzten B-29 Superfortress. Die USS Aulick verließ Okinawa am 10. September. Über Pearl Harbor und durch den Panamakanal erreichte sie am 17. Oktober den Hafen von New York. Dort nahm sie an der Flottenbesichtigung durch Präsident Harry S. Truman teil. Am 15. November 1945 begannen in der New York Navy Yard die Vorbereitungen für ihre Außerdienststellung, die am 18. April 1946 stattfand.

### Sfendoni(D 85)
Der Zerstörer wurde am 21. August 1959 leihweise der Griechischen Marine zur Nutzung überlassen und auf den Namen Sfendoni (D-85) getauft. Im April 1977 wurde sie von Griechenland gekauft und am 25. Oktober 1992 außer Dienst gestellt.

### Verbleib
1997 wurde das Schiff in Aliağa abgebrochen.

## Auszeichnungen
Die USS Aulick erhielt fünf Battle Stars.